# Ginger Baker's Air Force
Ginger Baker's Air Force byla jazz-rocková skupina, ve které vystupovali hudebníci Ginger Baker bicí, Steve Winwood varhany a zpěv, Ric Grech housle a baskytara, Jeanette Jacobs zpěv, Denny Laine kytara a zpěv, Remi Kabaka bicí, Chris Wood tenorsaxofon a flétna, Graham Bond altsaxofon, Harold McNair tenorsaxofon a flétna, a Phil Seamen perkusy. Na jejich prvním živém vystoupení v Birmingham Town Hall v roce 1969 a v Royal Albert Hall v roce 1970 s nimi vystupovali Jeanette Jacobs a Eleanor Barooshian (obě bývalé členky dívčí skupiny The Cake) a Remi Kabaka.
Skupina vydala dvě alba, obě v roce 1970: Ginger Baker's Air Force a Ginger Baker's Air Force 2. Druhé album mělo jiné personální obsazení než první, pouze Ginger Baker a Graham Bond byli na obou albech.

## Diskografie
Ginger Baker's Air Force vydali dvě alba:
- Ginger Baker's Air Force (1970)
- Ginger Baker's Air Force 2 (1970)

## Členové skupiny
- Graham Bond
- Peter 'Ginger' Baker
- Denny Laine
- Harold McNair
- Eleanor Barooshian
- Jeanette Jacobs
- Chris Wood
- Phil Seamen
- Remi Kabaka
- Rick Grech
- Steve Winwood
- Aliki Ashman
- Bud Beadle
- Colin Gibson
- Diane Stewart-Bond (jako Diane Stewart)
- Kenneth Craddock
- Anthony "Rebop" Kwaku Baah
- Neemoi (Speedy) Acquaye
- Steve Gregory